# Silurus soldatovi
Silurus soldatovi és una espècie de peix de la família dels silúrids i de l'ordre dels siluriformes.

## Morfologia
Els mascles poden assolir els 400 cm de llargària total i els 40 kg de pes.

## Distribució geogràfica
Es troba a la conca del riu Amur.